# Station Walheim (Aken)
Station Walheim (Duits: Bahnhof Walheim) is een spoorwegstation in het stadsdeel Walheim van de Duitse stad Aken. Het station ligt aan de lijn Stolberg – Walheim (Grenze). In 2008 spande een lokale vereniging zich in om de spoorlijn Stolberg - Eupen (DB 2572 en NMBS lijn 49) te reactiveren voor museumbedrijf.

## Treinverbindingen
Er is geen treinverbinding.
0,0: Stolberg (Rheinl) Hbf ·
1,1: Stolberg-Schneidmühle ·
2,5: Stolberg Mühlener Bahnhof ·
3,2: Stolberg-Rathaus ·
3,7: Stolberg Altstadt ·
8,9: Breinig ·
13,2: Walheim
0,0: Stolberg (Rheinl) Hbf ·
1,1: Stolberg-Schneidmühle ·
2,5: Stolberg Mühlener Bahnhof ·
3,2: Stolberg-Rathaus ·
3,7: Stolberg Altstadt ·
3,8: Stolberg Hammer ·
8,9: Breinig ·
11,7: Hahn ·
13,2: Walheim ·
14,6: Schmithof ·
0,7: Raeren ·
11,7: Roetgen ·
18,2: Roetgen-Süd ·
20,6: Lammersdorf ·
24,2: Konzen ·
28,8: Monschau ·
35,8: Kalterherberg ·
42,8: Sourbrodt ·
Robertville ·
48,1: Nidrum ·
50,1: Weywertz ·
52,8: Faymonville ·
55,3: Waimes ·
58,2: Ondenval ·
62,0: Montenau ·
65,5: Born ·
72,4: Sankt Vith